# Espuma metálica

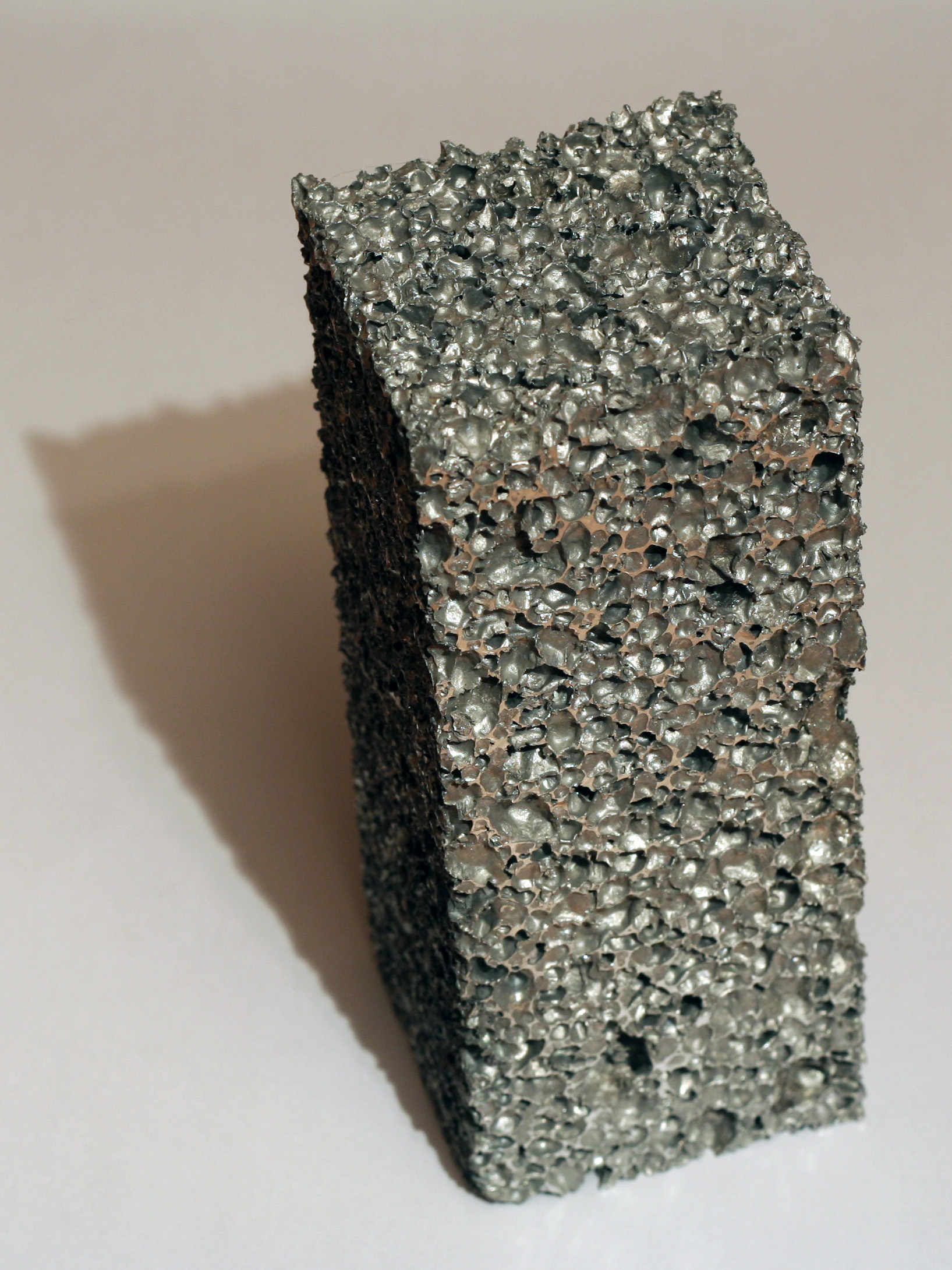
Espuma de aluminio

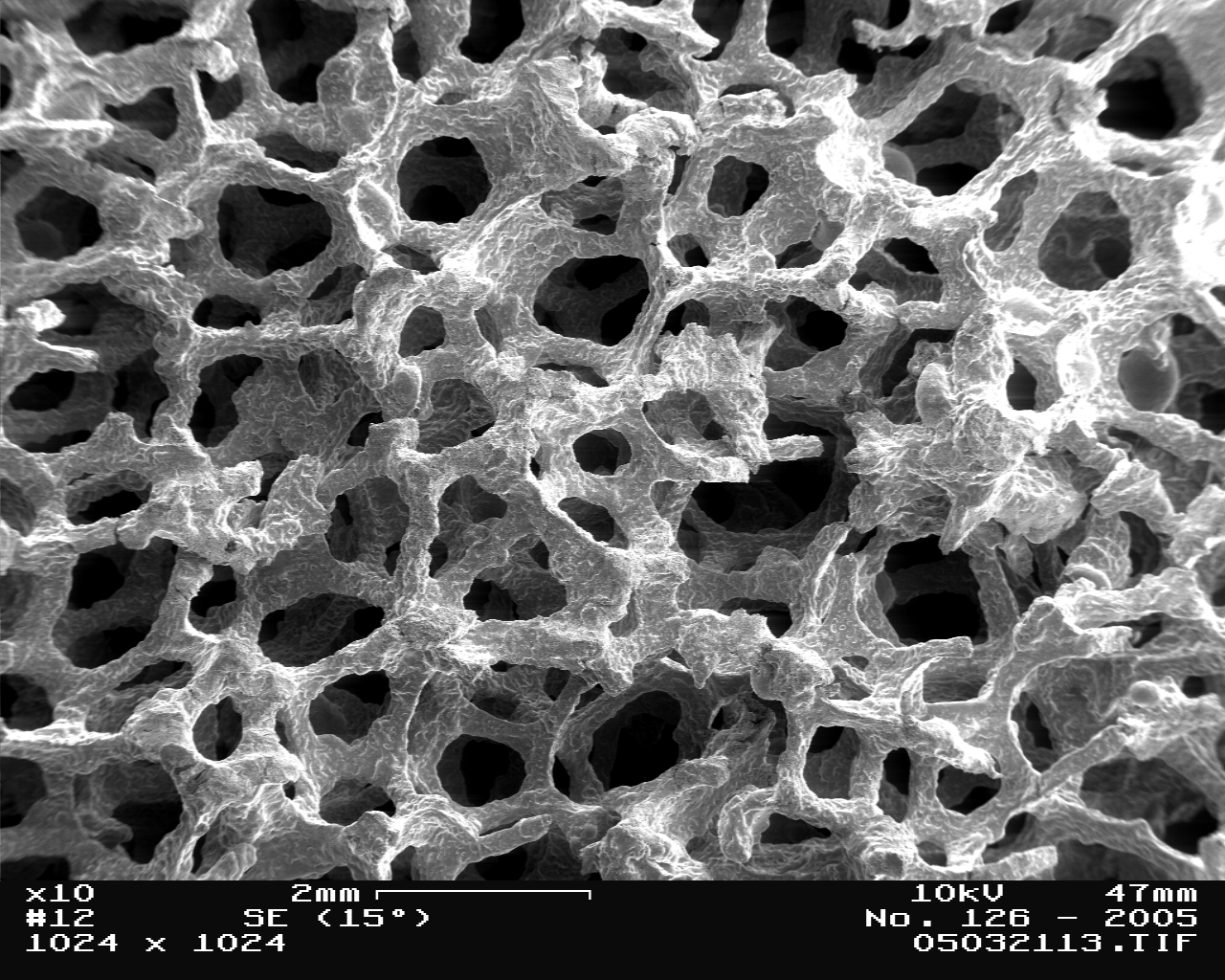
Espuma metálica en el microscopio electrónico

Las espumas metálicas o de aluminio son un nuevo tipo de materiales que, debido a sus características únicas, han suscitado un gran interés en varios campos tecnológicos. Estas, combinan algunas virtudes de los metales, con las ventajas estructurales de las espumas. Su particular estructura ligera y sus buenas propiedades físicas, química y mecánicas las hacen aptas para una amplia gama de aplicaciones industriales. 

Las espumas de aluminio ofrecen una combinación de propiedades físicas, mecánicas, térmicas y acústicas, características de un material homogéneo. Es un material muy eficaz en la absorción de sonido, protección electromagnética, absorción de energía de impacto y vibración, no son inflamables y permanecen estables a alta temperatura. Además, la espuma de aluminio es reciclable y no contaminante.
Poseen alta rigidez específica, un peso específico muy bajo y tienen buenas propiedades de absorción de energía, por lo que sirven para embalajes y envases. Por otra parte, sus propiedades de transferencia de calor permiten que sean empleados para enfriar equipos electrónicos y actuar como intercambiadores de calor en motores.
Todas estas características hacen que tengan importantes aplicaciones en distintos sectores tales como el de la automoción, el aeroespacial, el naval y el de la construcción.
Puede producirse por inyección directa de gas o por la adición de agentes espumantes al aluminio fundido. Indirectamente, puede obtenerse llevando a fusión los componentes procesados por sinterizado con un agente espumante. Puede también conseguirse la espumación de piezas sinterizadas en estado sólido mediante la espumación de un gas inerte por medio de un tratamiento térmico. Finalmente, puede obtenerse por electrodeposición o por deposición en fase vapor.

## Antecedentes
Las espumas metálicas fueron propuestas en 1943 por Benjamin Sosnik. Aunque en esa época la tecnología no era suficiente para crearlas industrialmente y el proceso original de fabricación era muy arriesgado, Sosnik logró hacer una espuma metálica de aluminio con mercurio. 
La tecnología de creación de espumas metálicas ha mejorado en los últimos años, sin embargo, sus aplicaciones siguen en desarrollo y revisión. 

## Generalidades y definición
Existe una gran confusión entre los diferentes tipos de metales porosos, para evitar esta confusión, se empezara por definir cuales son los tipos de metales porosos y sus diferencias.
La esponja metálica se crea utilizando una esponja común de algún material de polímeros, los espacios de la esponja son llenados con metal formando una red continua y coexistiendo con una red de espacios vacíos los cuales también están interconectados. A esta configuración se le llama célula abierta.
El metal celular es un tipo de estructura metálica en el cual los espacios están divididos por células bien determinadas. Los límites de estas células son de metal sólido, y en el interior son espacios vacíos. Esta configuración es prácticamente imposible, ya que hacer células perfectamente determinadas representa un gran reto.
Las espumas son casos especiales de metales celulares. Una espuma sólida se origina de una espuma líquida en la cual las burbujas de gas están finamente dispersadas en el líquido.
Las espumas metálicas se definen como metales sólidos con una estructura molecular tal que entre el 75% y el 95% del volumen es espacio vacío o relleno de gas.

## Proceso de manufactura

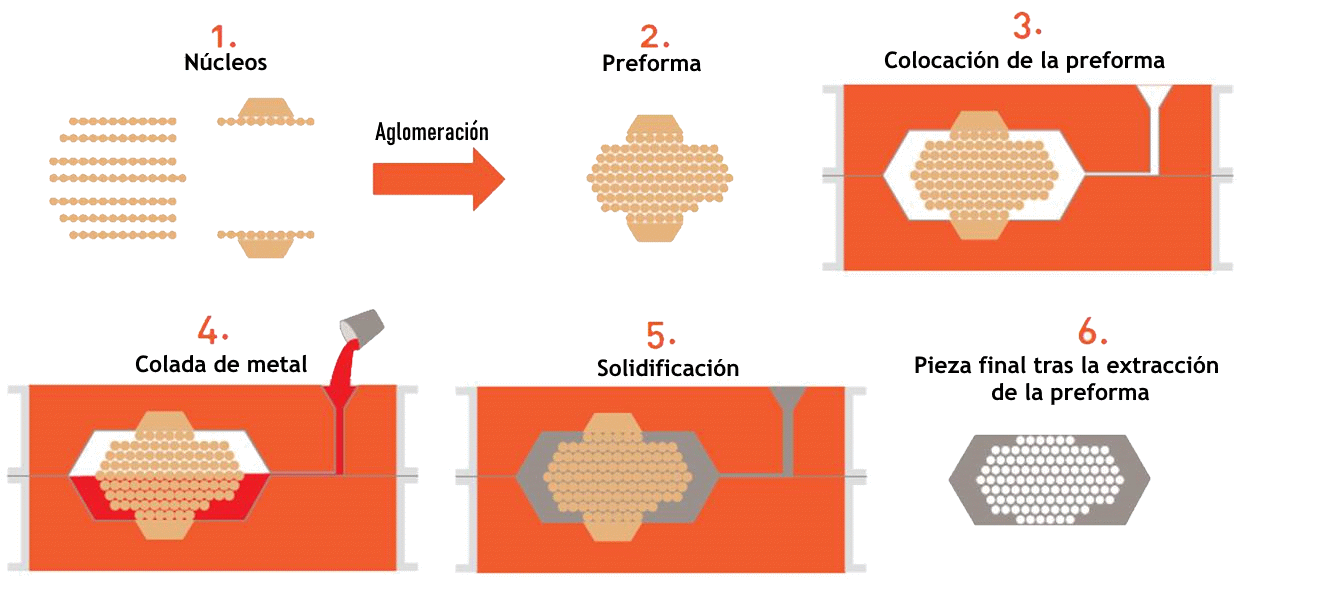
Proceso de fabricación de espumas metálicas por moldeo directo.

Aunque en la actualidad se conocen 9 métodos para fabricar espumas metálicas, solo tres son los más significativos en la industria. El método más utilizado debido a sus bajos riesgos, bajo costo y relativamente buena calidad es la inyección de gas.
La inyección de gas consiste en derretir el metal base de aluminio y agregar partículas de carburo de silicio, óxido de magnesio u óxido de aluminio para aumentar la viscosidad del metal. Luego se inyecta un gas (aire, nitrógeno o argón) para que éste genere burbujas muy finas. La mezcla de metal con gas flota en el metal líquido, se le drena el metal líquido para dejar la espuma de metal sólido o en proceso de solidificación.
El segundo método más usado es el de utilizar un agente soplante en lugar de inyectar gas. El agente soplante se mezcla con el metal base y se descompone con el calor. Al descomponerse libera el gas y forma las burbujas. Normalmente se utiliza hidruro de titanio.
El tercer método aprovecha algunos metales que en estado líquido forman un sistema eutéctico con el hidrógeno gaseoso. Cuando se funden estos metales en una atmósfera presurizada de hidrógeno se obtiene un baño homogéneo cargado de hidrógeno. Cuando el metal se enfría se obtiene la espuma. A este proceso se le llama “Gasar” o “Reforzado con gas”.
El rango de costos de fabricación puede ir desde los $7 dlls. hasta los $12000 dlls. por kilogramo. La variación del precio se debe a la calidad del metal y la calidad de la estructura que se busca obtener.

## Aplicaciones
Hasta este momento, las espumas metálicas aún no están en uso a gran escala, pero esta es una lista de las aplicaciones potenciales de este material una vez que su fase de investigación sea completada.
Estructuras livianasGracias a su excelente relación dureza-peso.
Amortiguación mecánicaLa capacidad de amortiguación de las espumas metálicas es hasta 10 veces mayor que la de las láminas sólidas de su mismo material.
Control de vibraciónGracias a los espacio entre moléculas, poseen una mayor tolerancia a frecuencias vibratorias y mayor capacidad de flexión que sus sólidos.
Absorción acústicaGracias al control de vibración que poseen, las espumas metálicas son excelentes disipadores de sonidos.
Madera artificialLas espumas metálicas comparten varias características con la madera, tienen densidad, resistencia y otras propiedades similares.
Control de calorEl metal tiene una excelente capacidad para conducir calor, mientras que los espacios en la estructura permiten el flujo de aire o algún otro enfriador, y así, permiten un enfriamiento más veloz y con menos recursos.
Prótesis humanaLa estructura molecular y el titanio de una prótesis estimulan el crecimiento celular del área afectada.
FiltraciónLas espumas metálicas con tamaños de poros controlados podrían llegar a servir como filtros para líquidos e incluso gases.
Electrodos y catalizadores de reaccionesSu gran relación área-volumen le permite tener una gran área de reacción.
FlotaciónSu baja densidad y resistencia a la corrosión sugiere que podría llegar a tener grandes aplicaciones de flotación.

## Importancia en la industria

### Industria Automotriz
El aumento de seguridad en los automóviles constantemente nos conduce en un aumento de peso en el vehículo. Al mismo tiempo, en países como Japón se requieren autos de menor tamaño y las mismas propiedades de seguridad. Estos requerimientos dan lugar a problemas con la disipación del calor ya que todos los componentes están muy compactos, o a una baja en la seguridad debida a la reducción de zonas de choque. También se busca reducir las emisiones, no solo de CO2, sino de sonido innecesario.
De acuerdo con experimentos realizados por el MIT (Impact and Crashworthiness Lab), las espumas metálicas pueden mejorar la habilidad de recibir impactos en partes de un automóvil hasta en un 600%.
En una prueba de conducción de calor se construyó un radiador para un automóvil de la NASCAR, el cual era de menor tamaño que el de un radiador normal y usaba agua como refrigerante. Después de las pruebas se calculó que el flujo de calor del radiador de espuma era mucho mayor al de un radiador convencional.

### Industria Naval
Gracias a la baja densidad de las espumas metálicas, la construcción de cascos de barco podría volverse más económica además de más ecológica. Ya existen partes de barcos que son construidas en espumas metálicas.
El ámbito naval es en el que más se ha explorado la posibilidad de introducir este material. El Instituto Fraunhofer ha experimentado con la espuma de aluminio para que puedan sustituir a las placas de acero de los buques y, con ello, reducir su peso hasta un 30%.

### Industria Ferroviaria
Las aplicaciones en la industria ferroviaria son prácticamente las misma que para la industria automotriz. La única diferencia es que en la industria ferroviaria los componentes fabricados de espumas metálicas son de mucho mayor tamaño.

### Industria Militar
Los resultados de la investigación de nuevos materiales, balística y armamento son aplicados instantáneamente a la protección de soldados. Debido al constante movimiento de los soldados y su equipo el incremento de peso de éste es inaceptable. Según investigaciones recientes, el mayor énfasis de protección se debe de tener contra explosiones repentinas de minas o proyectiles hostiles. Estas investigaciones han llevado a la modificación de vehículos, utilizando estructuras en “sandwich” y combinando avanzados y diferentes materiales como lo son las espumas metálicas y las cerámicas.
Una protección típica para balística debe consistir en una capa de cerámica que detenga el impacto, una capa que retenga las partes rotas de las cerámicas, una capa de espuma metálica para absorber el impacto y como aglutinante y por último, una capa de acero inoxidable. X
La capa de espuma de aluminio reforzada con la capa de acero inoxidable provee un mejor protección contra el impacto que recibe la capa cerámica, evitando así, la transmisión de la energía y los picos de estrés hacia las capas siguientes. Este tipo de armaduras puede ser construida en un solo paso junto con la espuma metálica sin necesidad de algún aglutinante. Gracias a esta falta de adhesivo, la armadura es ignífuga y resistente al calor.

### Industria de la Construcción
Los soportes exteriores de una construcción deben de ser resistentes al fuego, con buena apariencia y firmes, características de las espumas metálicas. Las estructuras de panal de abeja podrían ser sustituidas en poco tiempo.
Los costos de energía de los elevadores se deben en su gran mayoría al peso constante que tienen que cargar, si lográramos reducir el peso del elevador, los costos del mismo se reducirían drásticamente.

### Industria Aeroespacial
La principal aplicación en la industria aeroespacial es en la reducción del peso de los aviones o aeronaves, reduciendo así, la cantidad de combustible necesaria y las emisiones provocadas.

### Industria Ortopédica
Desde 2015 se han incluido prótesis ortopédicas utilizando espumas metálicas. Estudios han demostrado que las espumas metálicas porosas pueden favorecer a la recuperación de los miembros dañados ya que permiten la formación de tejidos vasculares en los espacios vacíos. actualmente se utilizan en implantes de cadera, rodilla y dentales.